# Cabaret du Père Lunette
Le cabaret du Père Lunette, au 4 de la rue des Anglais à Paris (5e), était un bistrot d’assez mauvaise réputation, attraction nocturne du quartier de la place Maubert, rendu célèbre par la presse du XIXe siècle et de nombreux journalistes ou écrivains,. Son décor de peintures murales a été inscrit comme monument historique en 2007.

## Historique
Les immeubles aux 2 et 4 de la rue des Anglais ont été reconstruits sous la monarchie de Juillet. De 1839 à 1846, le propriétaire était Antoine Vivenel (1799-1862), entrepreneur général des travaux de l’Hôtel de ville de Paris. Au numéro 4, un cabaret aurait été ouvert vers 1840, par un certain Lefèvre, surnommé le Père Lunette, locataire de cette boutique qui devint le cabaret du Père Lunette. De 1846 à 1965, l’immeuble est resté la propriété de la famille Boucheron.
Le premier locataire, Lefèvre, a transmis le bail à Étienne, débitant de vins, qui n’est resté que quelques années. En 1870, le nouveau Père Lunette est Louis Pierre Berry, qui n'a que vingt-neuf ans. Celui-ci conservera le cabaret ouvert durant le siège puis la Commune. Vers 1880, le nouveau tenancier est Paul Aldéricque Mary (1832-1888) et son épouse Élisabeth Fonfride (la Mère Lunette). Enfin en 1891, Jean Chanson, neveu de la Mère Lunette, reprend la boutique pour la garder jusqu'à 1908.
La police de sûreté surveillait de près le cabaret de la rue des Anglais, mais cela n’empêchait pas des rixes de se produire, comme celle du 6 février 1891,,, qui confirmait la réputation de l’endroit.
L’établissement faisait partie de la Tournée des grands-ducs, parcours traditionnel des curieux, visiteurs des bas-fonds de Paris, dont les grands-ducs Alexis et Wladimir de Russie le 17 novembre 1891. Ils passaient et consommaient dans les cabarets de la rue Saint-Denis, de l’île de la Cité ou de la rue Galande (le Château-Rouge, chez Alexandre), avant de venir s’effondrer sur un banc chez le Père Lunette. Des princes, des souverains mêmes sont venus visiter ainsi le fond du crime et du vice à Paris : Oscar Ier de Suède, Alexandre des Pays-Bas, Charles Ier de Portugal, Victor-Emmanuel III d'Italie, le jeune Alphonse XIII d'Espagne et surtout le prince de Galles, futur roi Edouard VII d'Angleterre.
À la fin de 1908, le dernier Père Lunette, Jean Chanson, n’ayant pas pu renouveler le bail, le cabaret fut fermé, le mobilier retiré, les peintures effacées, les tableaux vendus et l'enseigne fameuse disparut de la devanture. La boutique fut relouée par un certain Delrieu, qui en fit un bouillon-restaurant baptisé Au Caveau des Anglais.
L'inondation de janvier 1910, qui causa des dommages au sous-sol et à la boutique, et la Grande Guerre qui suivit, ont fait cesser toute exploitation. L'endroit ne servit plus que de remise à des commerçants de la rue Galande.

## Description

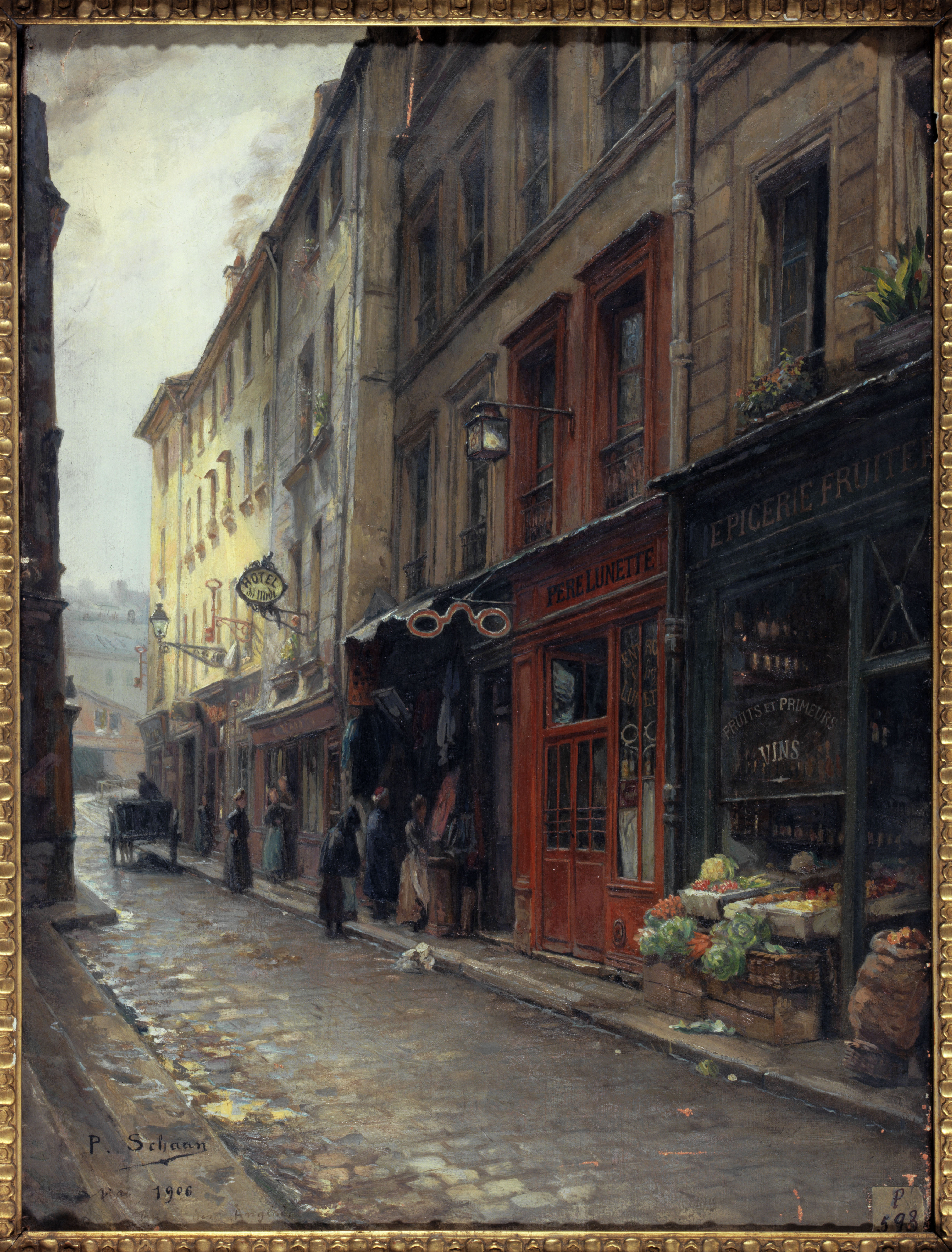
Le cabaret du Père Lunette, Paul Schaan, 1906, Musée Carnavalet

Le cabaret du Père Lunette était établi dans une étroite boutique (11 m x 3 m), à droite du numéro 4 de la rue des Anglais, dont la devanture écarlate se voyait de loin. L’entrée était surmontée d’une enseigne en forme de lunettes qui la désignait aux passants.
Dans une première pièce, il y avait un bar en zinc sur la droite, derrière lequel se tenaient le Père Lunette et sa femme. Sur le zinc, de nombreuses bouteilles avec des verres et un bocal avec des goujons. Au-dessus, des étagères de bouteilles diversement colorées, des verres à absinthe, etc. En face sur la gauche, un banc permettait aux clientes de s’asseoir quand elles avaient trop bu. Au-dessus de ce banc des accusées, une étagère portait toute une rangée de petits tonneaux, sur lesquels étaient épinglées des caricatures. Au bout du bar, un poêle à charbon assurait le chauffage et un escalier en colimaçon conduisait à la chambre du premier étage où dormaient les patrons de l’établissement. Il y avait aussi quelques petits écriteaux pour informer la clientèle : « Bière : 10 c. la choppe », ou encore « On paye en servant ».
Une cloison vitrée séparait cette pièce d’une arrière-boutique meublée de trois grandes tables avec des bancs, dont les murs servaient de supports aux peintures qui faisaient de cette salle une attraction. Une fenêtre au fond donnait sur une cour étroite où le soleil ne pénétrait jamais.

## Les peintures murales
Depuis les années 1880, les murs de l'arrière-boutique, qu'on appelait le Sénat ou encore le musée, étaient décorés de peintures très spéciales. Il y avait des portraits de personnages connus de cette fin du XIXe siècle, des objets ésotériques ou religieux, mais aussi des filous et des prostituées, clients habituels de l’établissement. Des rouleaux de toile pouvaient être déroulés par le patron, qui représentaient des scènes de l'Enfer ou du Paradis, mais ce n'étaient pas celles enseignées par l'Église.
Les écrivains de l'époque qui ont célébré cet endroit, y ont reconnu des portraits de Victor Hugo, de Louise Michel ou de Georges Clemenceau, dont les idées républicaines, socialistes voire anarchistes plaisaient aux clients ; avec eux, Jules Ferry pour son école, Henri Maret journaliste ou Louis Andrieux, ancien préfet de police qui connaissait bien les clients du Père Lunette. De même Léon Gambetta, président de la Chambre des députés de 1879 à 1881, était dessiné assis dans sa sonnette…
Des écrivains, qui venaient au Père Lunette pour peindre la société d'après nature, avaient aussi l'honneur d'une caricature, comme Clovis Hugues, le député-poète pour son roman Madame Phaëton (1885), ou Émile Zola, représenté en pèlerin à Lourdes, à cause d'un livre qu'il venait de faire paraître en 1894. Son roman l'Assommoir (1877), bien que l'action se situe dans un cabaret de la Goutte-d'Or, a pu être inspiré par celui de la rue des Anglais, sur les murs duquel on avait aussi placé des portraits de Lantier et de Coupeau, personnages du roman bien connus des clients.
Les caricatures des bonapartistes, boulangistes ou antidreyfusards n'étaient pas toujours tendres : le général Boulanger, Paul Déroulède, ou Henri Rochefort y avaient droit ; Alfred Naquet procédait à un divorce symbolique, Cassagnac apparaissait en chien fidèle et Freycinet en souris blanche. Plon-Plon, le Bonaparte rouge, se retrouvait assis sous un parapluie, les chausses défaites, occupé à se soulager sur le sol. Certains de ces dessins portaient la signature de H. Témarral (1893).
D'autres dessins étaient bien connus des clients et ont été maintes fois reproduits, comme le groupe le Chien, la Dame et l'Ami dans la salle du Sénat.
En 1908, lors de la fermeture de l’établissement, les peintures auraient été recouvertes et les caricatures qui existaient encore, auraient été dispersées aux enchères.
Après le déménagement des meubles du cabaret en 1909, d'autres peintures ont été refaites ou ajoutées, signées Julien Grenault. Parmi elles, un portrait en pied de Louise Michel, un portrait du Père Lunette, debout derrière son comptoir, un verre à la main, Sarah Bernhardt dans le rôle de Gismonda de Victorien Sardou peint à partir d'une photo de Nadar de 1894, un ensemble avec un bourgeois tendant une thune à une fille tandis qu'un filou s'approche derrière lui avec un poignard, et plus loin un maquereau affublé d'une Casquette à trois ponts traditionnelle des souteneurs parisiens, qui tend à une fille demi-nue une cuvette d'eau pour sa toilette, et d'autres choses encore. Ces dernières peintures ont été conservées jusqu'à maintenant. À voir ce qu’il en reste, on peut dire qu’il s’agit d’un très rare exemple à Paris de peintures murales civiles antérieures à 1914, qui ne soient ni militaires ni religieuses.

## Le cabaret du Père Lunette dans la littérature, la poésie et la chanson
Le lieu n’était pas seulement un réceptacle de poivrots, mais il a traversé des moments historiques comme la Commune de Paris, quand, par exemple, Louise Michel venait y recruter un garde national pour l’aider à faire la quête dans les églises des quartiers bourgeois. Il fut fréquenté par des républicains surtout après la loi d'amnistie du 11 juillet 1880.
Dès 1881, Lucien Labbé fait une description de l’établissement et de sa clientèle : "De l’extérieur, l’aspect est assez banal, trois mètres de façade, sur un carreau, une paire de lunettes peintes en jaune, au-dessus, la devise pernicieuse : Entrons tous chez le père Lunette. Alors on entre…". Quelques années plus tard Joris-Karl Huysmans découvrit cet endroit qu’il peint aussi sans indulgence: « Cet endroit, tant de fois décrit, avec sa devanture écarlate et ses besicles de bois pour enseigne, n'est plus qu'un décor dont les figurants sont de simples poivrots à l'affût du bienfaisant étranger qui leur distribuera du tabac et leur paiera un verre de vin, de vulnéraire, comme ils disent… ». Georges Cain, directeur du musée Carnavalet, en fait aussi une description assez crue dans ses Promenades dans Paris : « Cette rue sale et puante va bientôt tomber sous le pic des démolisseurs, et avec elle disparaîtra un bouge notoire, une étape célèbre dans la tournée officielle des mauvais lieux : le cabaret du Père Lunette. ».
Le poète Ferdinand Fantin (1856-1888), client habituel de ce cabaret, a laissé une superbe Description du Père Lunette,,, dont il déclamait les couplets dans la salle du fond pour accueillir les nouveaux clients ou les curieux de passage. Après sa mort, d'autres poètes ont pris le relai comme Jean Autissier ou Auguste Ros.
Dans son livre Rimbaud, la photographie oubliée , le Rimbaldien Gérard Dôle avance l’hypothèse que le poète, fréquentant l’estaminet pour y boire son absinthe, y aurait écrit son fameux poème Voyelles, associant celles-ci a des couleurs en s’inspirant des verres diversement teintés des flacons d’alcool du Père Lunette.

Le chansonnier Aristide Bruant cite cet établissement dans sa chanson À la place Maubert, publiée en 1889 :
« Pour trois ronds chez l'père Lunette,

Où qu'chantait la môme Toinette,

On s'payait l'concert ! »

## Les images du cabaret du Père Lunette
Quelques tableaux, dessins et des photographies anciennes du cabaret du Père Lunette permettent de connaître les lieux.

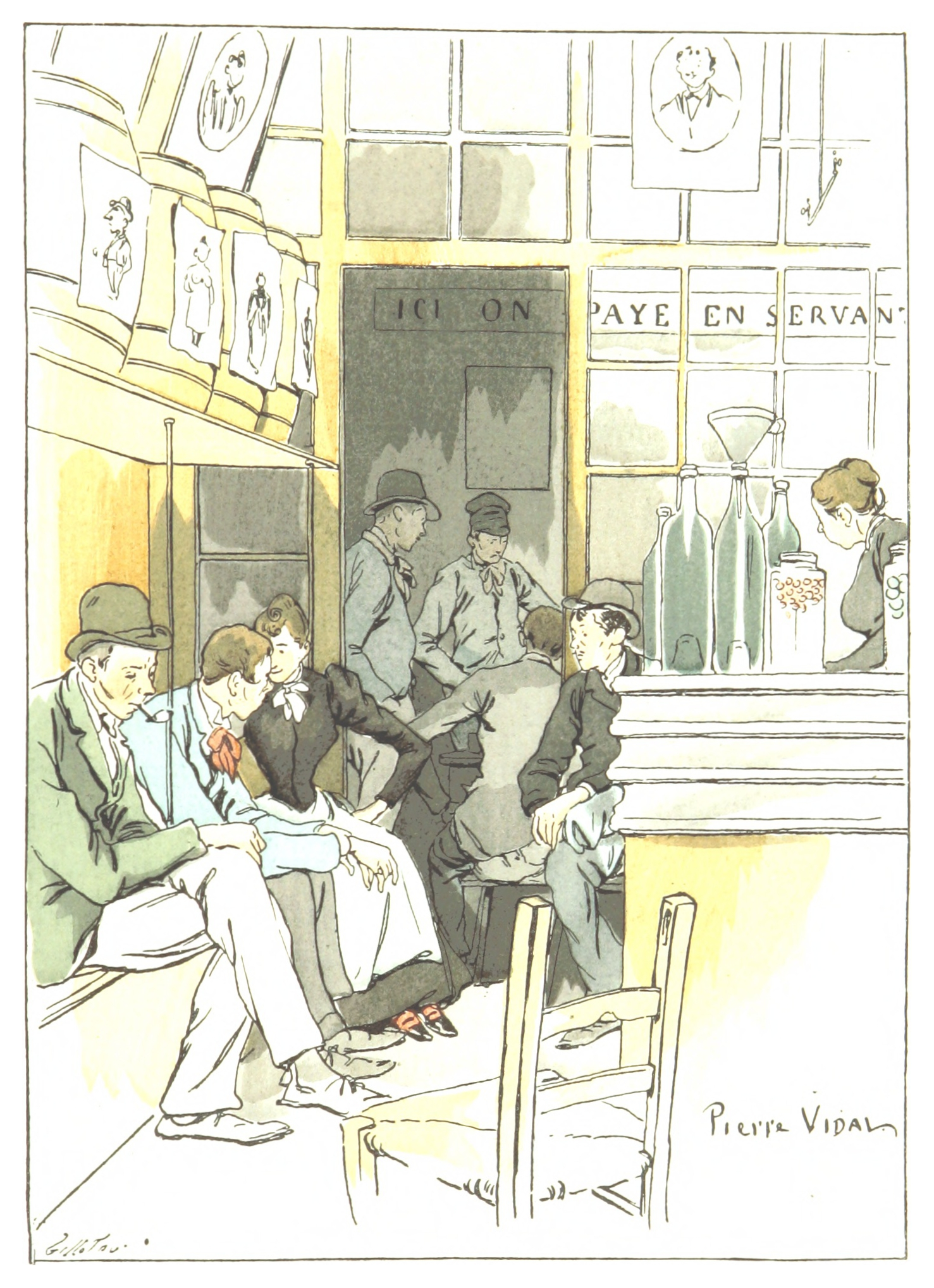
Le "mannezingue" du Père Lunette, dessin de Pierre Vidal (1898).

En 1886, Fernand Fau, illustrateur et caricaturiste, montre la salle du fond, le Sénat, ainsi que quelques-unes de ses peintures murales dans leur état le plus ancien, surmontées de l'inscription Chez le Père Lunette et d'une gigantesque paire de lunettes comme celle qui était peinte sur la petite vitrine de l'établissement.
De 1889, date une gravure de Frédéric de Haenen, représentant la salle du Sénat et le poète de service déclamant la Description.
En 1893, Pierre Vidal illustre d'un dessin le livre d'Émile Goudeau; on y aperçoit l'entrée du mannezinc, le banc des accusées et les caricatures sur les tonnelets.
En 1902, plusieurs photographies d'Eugène Atget montrent la façade sur rue. Plusieurs cartes postales de 1906 à 1913 représentent cet établissement, ainsi que la rue des Anglais.
En 1906, à la demande de Georges Cain, le peintre Paul Schaan (1857-1924) immortalise sur un tableau le Cabaret du Père Lunette; ce tableau permet de voir en couleurs la devanture écarlate et toutes les lunettes qui annonçaient l'entrée du cabaret.
En 1909 enfin, Alfred Bougenier, publie une série de photographies du cabaret et des dessins de H. Témarral qui y étaient encore exposés.
Les dernières peintures sont celles qui sont visibles aujourd'hui dont beaucoup portent la signature de Julien Grenault. Les auteurs précédents citent d'autres noms d'artistes ayant participé au décor du cabaret du Père Lunette, et auxquels ils reconnaissent parfois un talent certain : Teissier, Dreux, Labbé pour les peintures et Farolet, Lagarde, Charles de Paw ou Wroïnski pour les caricatures, d'après Rodolphe Darzens; pour Alfred Bougenier, ce seraient Peuvrier, Lagarde, Chanterive ou le bohème Dupendant. Certains de ces artistes étaient des habitués du Père Lunette et y ont sombré dans l'alcoolisme.

## La restauration des peintures sauvegardées
Des peintures murales ont été découvertes en 1999 par la propriétaire, le Dr Édith Verrier (1938-2002), en nettoyant la salle et en retirant les papiers peints anciens. Des peintures de Julien Grenault sont apparues : le groupe de cinq personnages à droite, les portraits du Père Lunette et de Louise Michel à gauche. Une première campagne de sauvegarde et de restauration a été menée par Madame Anna Sénac, restauratrice. Des sondages ont révélé la présence d'autres peintures, recouvertes par une couche de peinture unie, dont un détail du groupe le Chien, la Dame et l'Ami, une des peintures les plus anciennes du Sénat.
À l'initiative de l'élue Lyne Cohen-Solal, la Ville de Paris a racheté la boutique en 2007 et en a confié la gestion à la SEMAEST, qui a entrepris une nouvelle campagne de restauration et des travaux pour restituer la façade ancienne de l'établissement.
Grâce à l'action de la Ville de Paris, le cabaret du Père Lunette revit aujourd'hui : après avoir été le siège de l'Espace commerce culturel, équipement de la Ville de Paris, qui avait pour objectif de soutenir les libraires et éditeurs indépendants et favoriser la vitalité du commerce culturel parisien.
Depuis janvier 2022, l'éditeur ediSens s'est installé au cabaret du Père Lunette. Il y accueille auteurs et  public dans sa librairie-bureau, sous les peintures murales éclairées. Un article récent permet d'en prendre connaissance.

## Source
Alain Raisonnier, Le Cabaret du Père Lunette, Bulletin du Comité La Montagne Sainte-Geneviève et ses abords, Paris, 2011, no 314, pp. 112-129